# Stora brandens naturreservat
Stora brandens naturreservat är ett naturreservat i Uppsala kommun i Uppsala län.
Området är naturskyddat sedan 2017 och är 52 hektar stort. Reservatet består av två separata delar som ligger drygt 200 meter från varandra. Genom den mindre östra delen flyter en bäck som är ett biflöde till Sävaån. Bäcken omges av lövrik skog med grova aspar, ekar, hasselbuskar och granar. I den större västra delen finns skog som brandhärjades på 1800-talet. Den delen är delvis svårframkomligare på grund av ansamlingar av stenblock och vindfällen, samt avsaknad av stigar. Längs bäcken i den östra delen går en lättframkomlig stig. I sydost finns en mindre glup.  

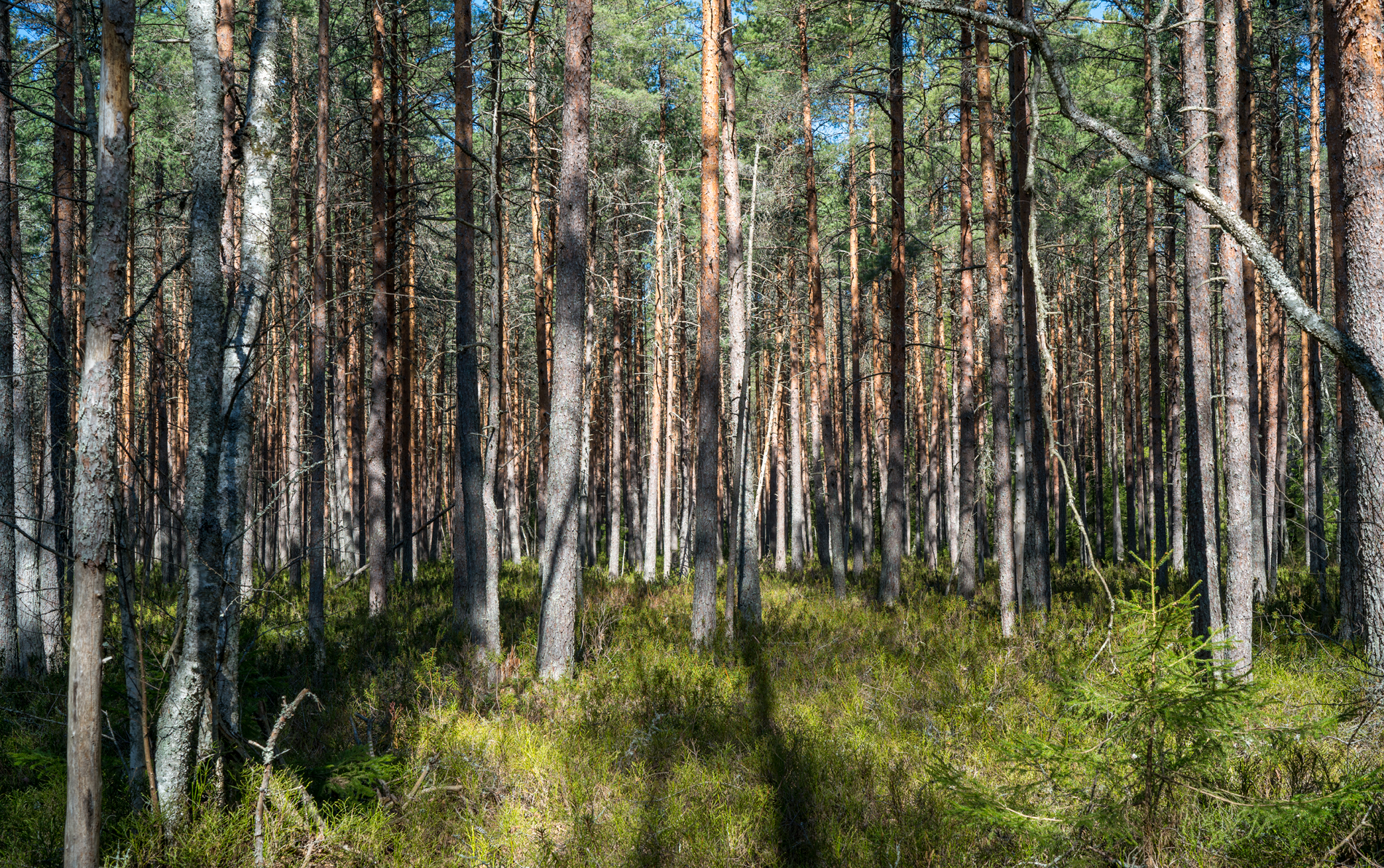
Den västra delen av Stora brandens naturreservat.
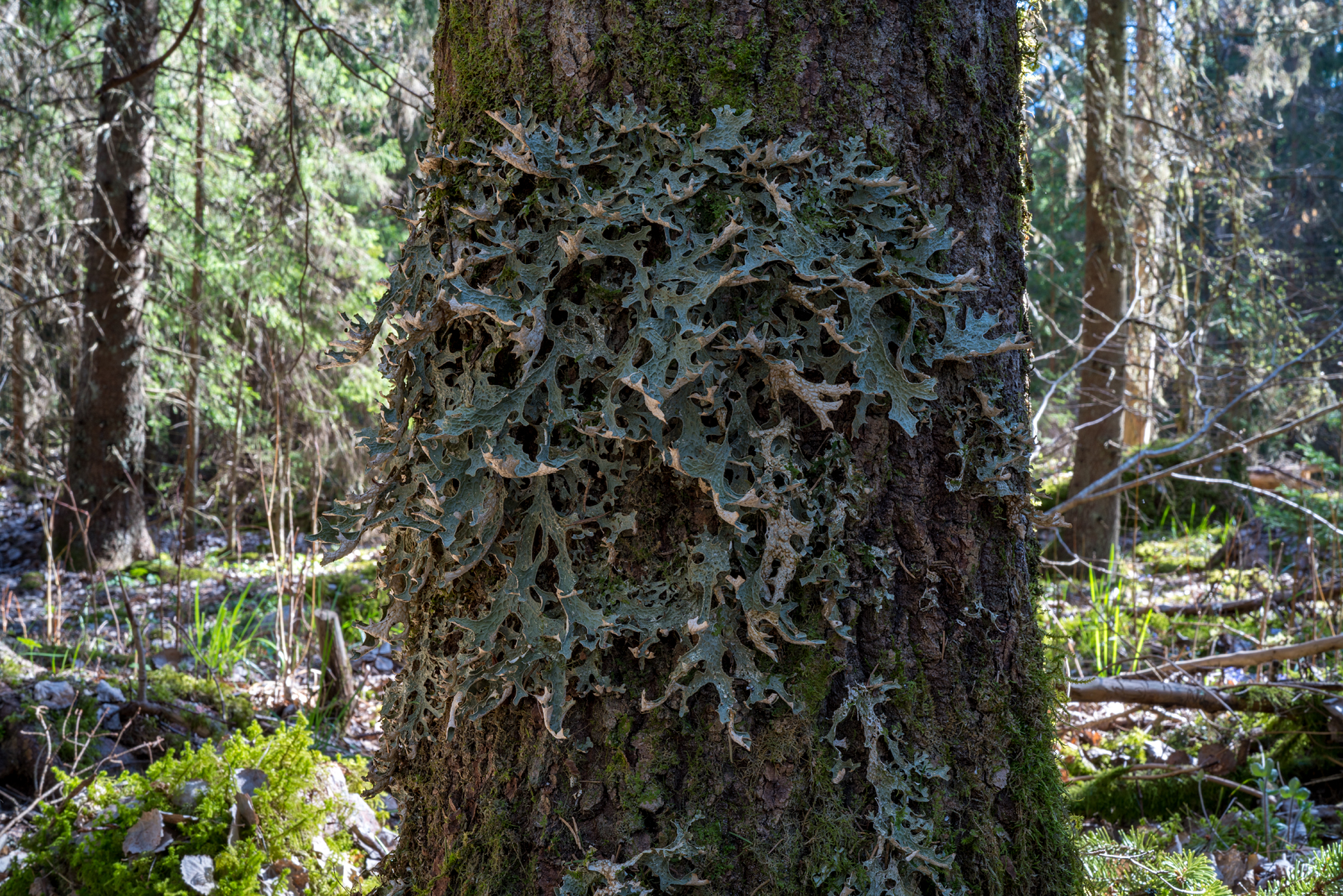
Lunglav är en signalart som växer i den östra delen av Stora brandens naturreservat.